# Hiszpania na Letnich Igrzyskach Olimpijskich 1980
Hiszpanię na Letnich Igrzyskach Olimpijskich 1980 reprezentowało 155 zawodników: 146 mężczyzn i 9 kobiet. Był to 14. start reprezentacji Hiszpanii na letnich igrzyskach olimpijskich. W związku z bojkotem igrzysk olimpijskich, Hiszpania wystąpiła pod flagą Hiszpańskiego Komitetu Olimpijskiego, a nie tak jak to było we wcześniejszych występach – pod flagą Hiszpanii.
Najmłodszym hiszpańskim zawodnikiem na tych igrzyskach była 13-letnia skoczkini do wody, Sonia Fernández, natomiast najstarszym 46-letni strzelec, Jaime González.

## Zdobyte medale
| Medal    | Zawodnik | Dyscyplina        | Konkurencja                      |
| -------- | --- | ----------------- | -------------------------------- |
| · Złoto  | Alejandro Abascal Miguel Noguer | · Żeglarstwo      | Klasa Latający Holender          |
| · Srebro | Jordi Llopart | · Lekkoatletyka   | Chód 50 km mężczyzn              |
| · Srebro | Guillermo del Riego Herminio Menéndez | · Kajakarstwo     | K-2 500 m mężczyzn               |
| · Srebro | Juan Amat Juan Arbós Jaime Arbós Javier Cabot Ricardo Cabot Miguel Chaves Juan Coghen Miguel de Paz Francisco Fábregas José Garcia Rafael Garralda Santiago Malgosa Paulino Monsalve Juan Pellón Carlos Roca Jaime Zumalacárregui | · Hokej na trawie | Turniej mężczyzn                 |
| · Brąz   | David López-Zubero | · Pływanie        | 100 m stylem motylkowym mężczyzn |
| · Brąz   | Luis Ramos Herminio Menéndez | · Kajakarstwo     | K-2 1000 m mężczyzn              |